# Apanteles detrectans
Apanteles detrectans är en stekelart som beskrevs av Wilkinson 1928. Apanteles detrectans ingår i släktet Apanteles och familjen bracksteklar. Inga underarter finns listade i Catalogue of Life.